# Paul Reckendorfer
Paul Reckendorfer (* 11. Juni 1913; † vor 3. März 1989) war ein österreichischer Maler und Restaurator.

## Leben
Reckendorfer erhielt seine Ausbildung an der Akademie der Bildenden Künste Wien und an der Graphischen Lehr- und Versuchsanstalt und war ursprünglich als Theatermaler tätig. 1947 rekonstruierte er die zerstörten Fresken von Gregorio Guglielmi im Ostteil der Großen Galerie von Schloss Schönbrunn, nach 1961 das durch einen Großbrand vernichtete Deckenfresko Guglielmis im großen Festsaal der Österreichischen Akademie der Wissenschaften. Reckendorfer ist auch die 1965–67 geschaffene Nachschöpfung des im Krieg zerstörten Deckengemäldes von Nikolaus Loder im Erbdrostenhof in Münster zu verdanken. Zu seinen weiteren Arbeiten zählt unter anderem die Restaurierung der Fresken von Carlo Carlone in der Dreifaltigkeitskirche in Stadl-Paura in Oberösterreich.
Reckendorfer war Chefrestaurator des Österreichischen Bundesdenkmalamtes und erhielt den Berufstitel Professor.
Er wurde am 3. März 1989 am Wiener Zentralfriedhof beigesetzt.